# ۲۲۰ (میلادی)
۲۲۰ (میلادی) دویست و بیستمین سال تقویم میلادی است.

## درگذشتگان
- ۱۵ مارس - سائو سائو، نخست‌وزیر خودانتخابی دودمان هان شرقی و فرمانروای پادشاهی وی در چین
- لیو فنگ، پسرخوانده و ژنرال ارتش لیو بی

‎